# William Stimpson

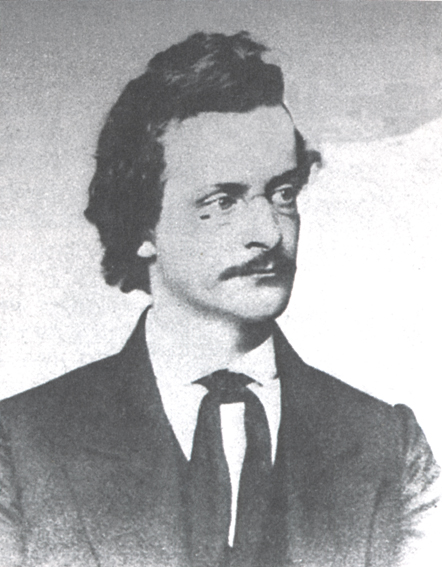
William Stimpson

William Stimpson (* 14. Februar 1832 in Roxbury, Boston; † 26. Mai 1872 in Ilchester, Maryland) war ein US-amerikanischer Naturforscher und Zoologe, der sich auf marine Wirbellose spezialisierte.

## Leben und Wirken
William Stimpson wurde am 14. Februar 1832 als Sohn von Herbert Hathorne Stimpson und Mary Ann Devereau Brewer in Roxbury, einem Stadtteil von Boston, geboren. Mit fünfzehn Jahren las er das Werk Invertebrata of Massachusetts des Zoologen Augustus Addison Gould. Das vertiefte sein seit der Kindheit erwecktes Interesse an den Naturwissenschaften. Seine Schulausbildung verbrachte er an der Boston High School, die er 1848 erfolgreich abschloss. 1849 sammelte er Muscheln im Osten von Kanada. Von 1850 bis 1852 studierte er unter Louis Agassiz an der Harvard University.
Im Alter von 21 Jahren nahm er von 1853 bis 1856 als Naturforscher an der North Pacific Exploring Expedition teil, die nach Japan, Asien und zur Beringstraße führte. Er studierte und sammelte während der Reise vorwiegend marine Weichtiere. Nach seiner Rückkehr, stellte das Smithsonian Institution ihm für seine reichhaltige Sammlung Räumlichkeiten zur Verfügung. Kurz danach wurde er zum Kurator an der neuerrichteten Abteilung für Wirbellose ernannt. Während seiner Arbeit beim Smithsonian Institution, bei der er seine eigenen und die vom Institut gesammelten marinen Organismen klassifizierte und beschrieb, gründete er den Megatherium Club. Mitglieder waren unter anderem Robert Kennicott, Ferdinand Vandeveer Hayden, James E. Cooper, John Strong Newberry und Fielding Bradford Meek.
Am 28. Juli 1864 heiratete er Annie Gordon, mit der er drei Kinder hatte. Im Jahr darauf übernahm er die Stelle des befreundeten Zoologen Robert Kennicott als Direktor an der Academy of Sciences in Chicago. Als Vorbereitung für seine Studien an Wirbellosen, vergrößerte er seine eigene Sammlung durch Leihen vom Smithsonian Institution und weiteren wissenschaftlichen Sammlungen. 1868 wurde er als damals jüngstes Mitglied in die National Academy of Sciences aufgenommen.
Zu einem schweren Rückschlag kam es am 8. Oktober 1871. Beim Großen Brand in Chicago wurden trotz feuersicheren Baus alle Manuskripte und die bis dahin größte und bedeutendste Sammlung an marinen Wirbellosen zerstört. Von diesem Schlag erholte sich William Stimpson nie wieder vollständig. Trotzdem bemühte er sich, seine Arbeit fortzuführen.
William Stimpson starb am 26. Mai 1872 im Alter von vierzig Jahren in Ilchester, Maryland an Tuberkulose. Er veröffentlichte mehrere Arbeiten und beschrieb um die 950 Arten wissenschaftlich.

## Ehrungen
Zu Ehren von William Stimpson wurden zahlreiche marine Tierarten nach ihm benannt:
| - Amphiura stimpsoni - Americorophium stimpsoni - Anthothoe stimpsoni - Bathycongrus stimpsoni - Beringius stimpsoni - Colus stimpsoni - Conus stimpsoni - Corophium stimpsoni - Coryphella stimpsoni - Cuthona stimpsoni - Eupleura stimpsoni | - Gastrochaena stimpsoni - Haloclava stimpsoni - Heptacarpus stimpsoni - Liomesus stimpsoni - Munida stimpsoni - Neocorycodus stimpsoni - Pagurus stimpsoni - Panulirus stimpsoni - Parisocladus stimpsoni - Placiphorella stimpsoni - Porcellana stimpsoni | - Sicydium stimpsoni - Sicyonia stimpsoni - Sicyopterus stimpsoni - Solaster stimpsoni - Stilifer stimpsoni - Thracia stimpsoni - Transennella stimpsoni - Troglocarcinus stimpsoni - Truncatella stimpsoni - Turbonilla stimpsoni - Turritellopsis stimpsoni |

## Werke
Eine Auswahl seiner Werke:
- A Revision and Synonymy of the Mestraceous Mollusks of New England (1851)
- Synopsis of the Marine Invertebrata of Grand Manan (1853)
- Notes on North American Crustacea (1859)